# عتاد مفتوح المصدر

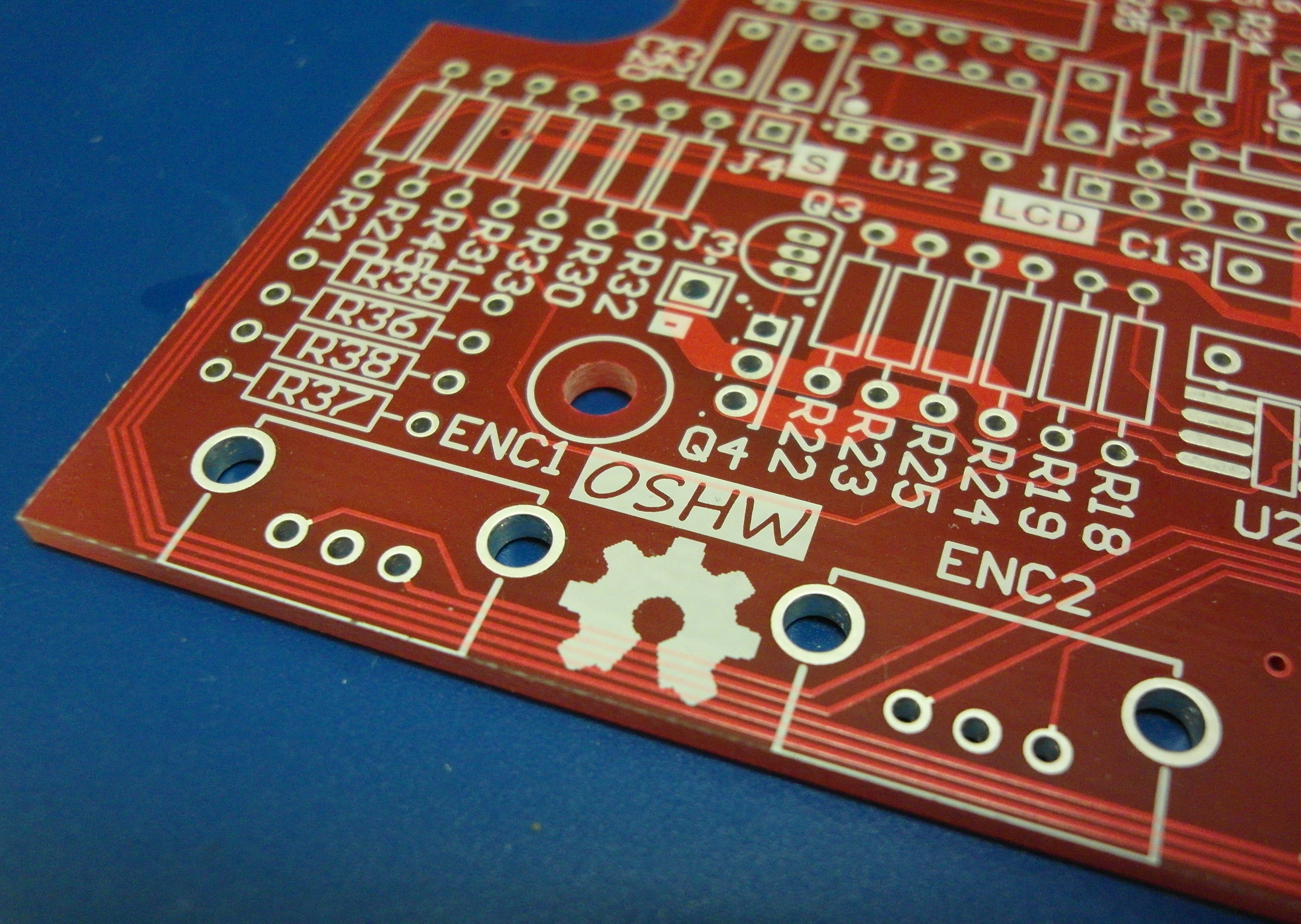
شعار العتاد مفتوح المصدر على دارة مطبوعة غير ملحمة بعد

يتكون العتاد مفتوح المصدر من أجهزة تقنية تم تصميمها وتقدميها ضمن حركة التصميم المفتوح. هذه الحركة الفكرية والعملية، والتي تنتمي إلى حركات الثقافة المفتوحة، هي نفسها التي أنتجت حركة البرمجيات الحرة ومفتوحة المصدر (FOSS)، وهي تستعير مفاهيم مشابهة لتطبيقها على تصميم مختلف المكونات في العتاد والأجهزة التقنية.
المصلح يعني عادة أن المعلومات حول العتاد يتم بسهولة التنبه لها، تصميم العتاد مثل (الرسومات الميكانيكة، المخططات التوضيحية، قائمة المواد المستخدمة، بيانات ومخطط الدارة المطبوعة، المصدر البرمجي وبيانات مخططات تصميم الدارات المتكاملة). بالإضافة للبرنامج المسؤول عن إدارة العتاد جمعيها تصدر وتنشر ضمن بيئة البرمجيات المجانية والمفتوحة المصدر FOSS(Free and Open Source Software).
منذ انتشار وصعود نجم الاجهزة المنطقية القابلة لاعادة الضبط والبرمجة، كانت مشاركة التصاميم المنطقية شكل من اشكال العتاد مفتوح المصدر. وبدلا عن المخططات التوضيحية، تم مشاركة الكود الخاص بلغة توضيح العتاد أو ما يسمى HDL(Hardware Description Language)x . تستخدم عادة توصيفات لغة توصيف العتاد (HDL) لبناء نظام على شريحة (SoC) سواءً عبر مصفوفة البوابات المبرمجة منطقياً (مصفوفة البوابات المنطقية القابلة للبرمجة) أو مباشرة في تصميم الدارات المتكاملة للتطبيقات المحددة (ASIC). عندما يتم توزيع الأجزاء المجمعة للغة توصيف العتاد (HDL) فإنها تسمى أنوية الملكية الفكرية لأنصاف النواقل أو أنوية IP اختصاراً (IP cores).

## التراخيص

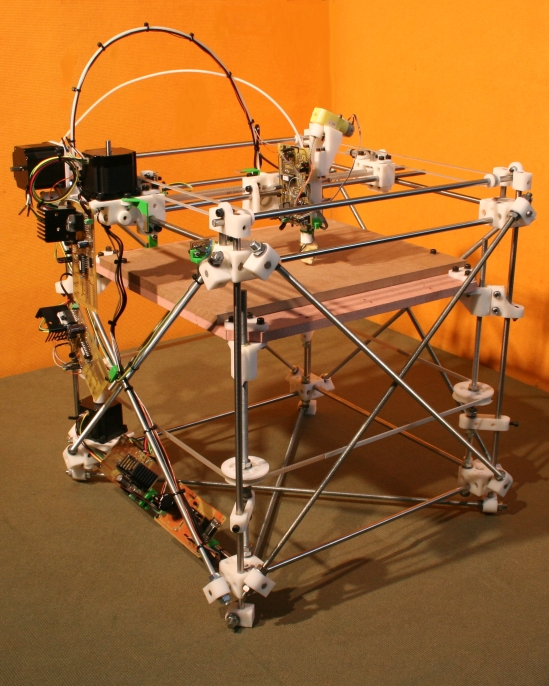
الريب راب : طابعة ثلاثية الأبعاد للأغراض العامة ، يمكنها طباعة نسخ حتى عن أجزائها التركيبية

بدلا من إنشاء وابتكار ترخيص جديد، قامت بعض المشاريع المفتوحة المصدر ببساطة باستخدام تراخيص برمجيات مجانية ومتوفرة ومفتوحة المصدر، بالإضافة لهذا تم اقتراح إصدار مجموعة جديدة من التراخيص. هذه التراخيص تم تصميمها للتعامل مع بعض المشاكل أو النقاط التي تتعلق بتصاميم الاجهزة والعتاد. في هذه التراخيص، تم ترجمة العديد من المبادئ الأساسية الواردة في تراخيص البرمجيات مفتوحة المصدر (OSS) بحيث تناسب مشاريع العتاد، وغالبا ما تميل المنظمات إلى الالتفاف حول رخصة مشتركة.
على سبيل المثال، تفضل شركة Opencores رخصة رخصة جنو العمومية الصغرى أو رخصة BSD معدلة، في حين تصر شركة FreeCores على رخصة رخصة جنو العمومية، بينما تروج مؤسسة العتاد المفتوح لرخص «الحقوق المتروكة» أو رخصا متساهلة أخرى. كما يستخدم مشروع الرسوميات المفتوحة تشكيلة متنوعة من الرخص، من ضمنها رخصة MIT ورخصة GPL ورخصة أخرى احتكارية، بينما قام مشروع Balloon بكتابة رخصته الخاصة.
يتم تعريف رخص العتاد الجديدة على أنها التراخيص الموازية للبرمجيات الحرة مفتوحة المصدر مثل GPL, LGPL, BSD لكن يتم منحها للعتاد مفتوح المصدر. على الرغم من التشابه السطحي لتراخيص البرامج مفتوحة المصدر وتراخيص العتاد مفتوح المصدر إلا انها تختلف اختلافا جوهريا بحكم طبيعتها، وسنجد أنها تعتمد بشكل كبير على قانون براءة الأختراع وليس قانون حق الملكية، وسنجد أن تراخيص حقوق الملكية يمكنها السيطرة على توزيع الشفرات (الأكواد) البرمجية ووثائق التصميم، بينما الرخص المعتمدة على براءة الأختراع يمكنها السيطرة على استخدام وتصنيع الجهاز الفعلي المبني على وثائق التصميم، ويمكنك أن تلاحظ طريقة عمل التراخيص المعتمدة علي براءة الأختراع في قوانين رخصة TAPR للعتاد مفتوح المصدر، ومع ذلك فإن الأشخاص المستفيدين من رخصة TAPR للعتاد مفتوح المصدر لا يمكنهم رفع دعوى قضائية بدعوى ان أحد ما قد انتهك حق الملكية أو التصميم واستغل المشروع بصورة تجارية.
من الجدير بالذكر أن الترخيص يشمل القوانين التالية:
- تم صياغة رخصة تارب (TARP) للعتاد المفتوح بواسطة john Ackermann وراجعها قادة مجتمع البرمجيات مفتوحة المصدر (OSS) كلاً من Bruce Perens و Eric S. Raymond rn.
- رخصة (Balloon) -التي قام مئات من المتطوعين بنقاشها ضمن مجتمع مفتوح - تستخدم في جميع مشاريع Balloon .
- بالرغم من أنها بالأساس هي رخصة برمجيات OpenCores تشجع على استخدام رخصة LGPL للتصميم العتادي العمومي مكتوبة بواسطة Graham Seaman مشرف Opencollector.org
- تم اطلاق رخصة CERN للعتاد مفتوح المصدر بواسطة موقع Opencollector.org في شهر مارس من عام 2011 وذلك بنية الأستخدام المستقبلي في تراخيص العتاد مفتوح المصدر والمستودعات التي تحتوي مثل تلك التصميمات وغيرها من المشاريع الأخرى.
- تعتبر رخصة سولدرباد Solderpad أحد الإصدارات المشتقة من رخصة اباتشى 2 Apache License version 2.0 والتي تم تعديلها بواسطة المحامي أندرو كاتس لجعلها ملائمة للعتاد المفتوح.

## التطورات

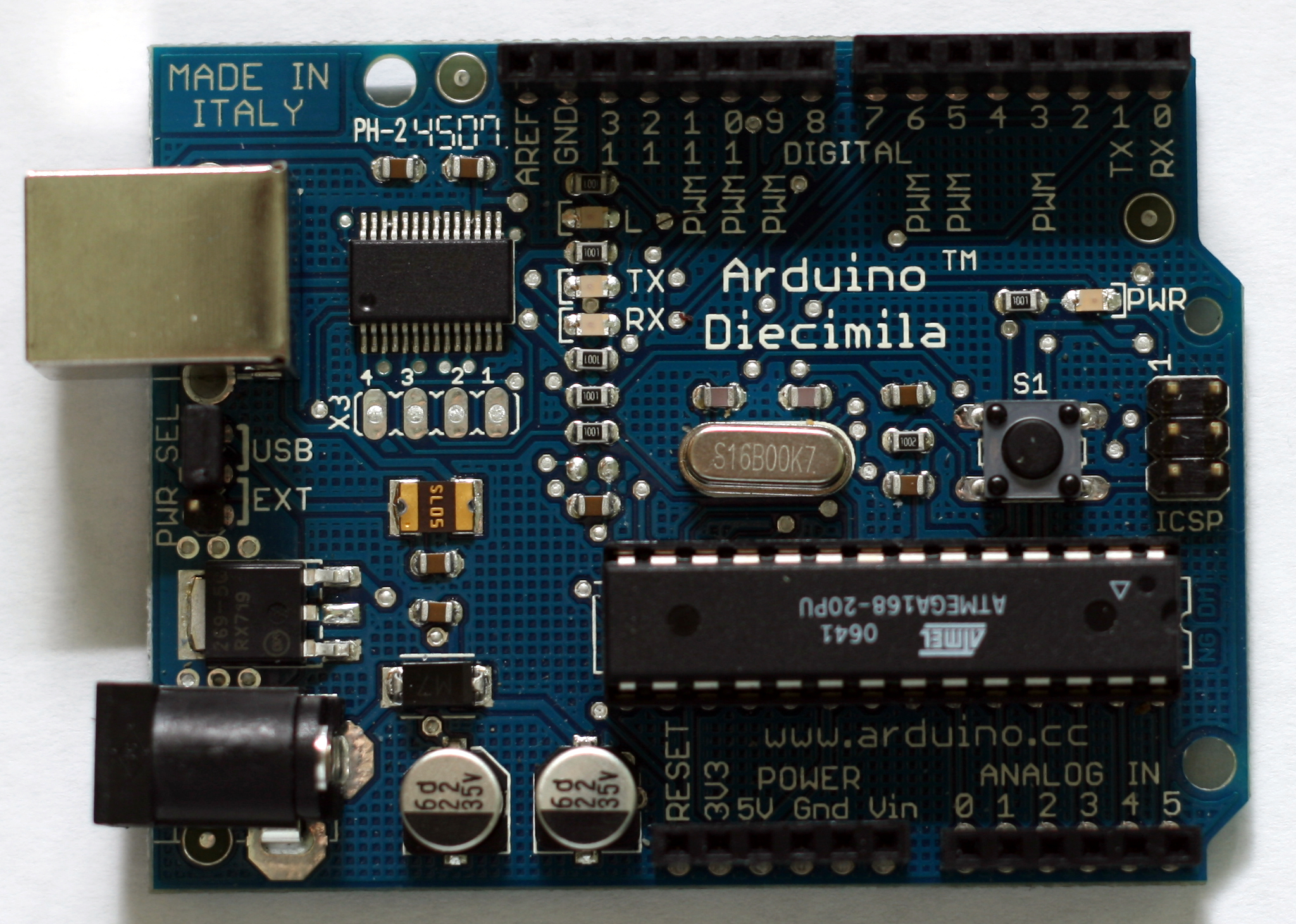
لوحة أردوينو ديساميلا

تم إجراء العديد من المناقشات الكثيفة والموسعة لتمكين الناس من الوصول إلى تصميمات العتاد مفتوح المصدر بنفس سهولة الوصول للبرمجيات مفتوحة المصدر. هذه النقاشات ركزت على عدة جوانب منها على سبيل المثال المستوى الذي يتم فيه تحديد مصطلح الاجهزة مفتوحة المصدر، سبل التعاون في تطوير الأجهزة، وكذلك نموذج للتنمية المستدامة من خلال جعل المصدر المفتوح التكنولوجيا المناسبة. وبالإضافة إلى ذلك كان هناك الكثير من المجهودات المكثفة لإنتاج أجهزة مفتوحة المصدر للأستخدامات العلمية، وهذا باستخدام مزيج من البرمجيات مفتوحة المصدر ووالمعدات الإلكترونية مثل الطابعات ثلاثية الأبعاد.
إحدى الاختلافات الجوهرية بين تطوير البرامج مفتوحة المصدر والعتاد مفتوح المصدر هو أن نتائج العتاد تكون ملموسة وتكلف المال لإنتاج النماذج الأولية وكذلك لإنتاج النماذج التجارية والصناعية، وكنتيجة لهذا الاختلاف فإن كلمة «حر» في العتاد مفتوح المصدر تعني أنه حر في التصميمات فقط وليس مجاني من ناحية التكلفة النقدية مثل البرمجيات مفتوحة المصدر.
تواجه مشاريع العتاد مفتوح المصدر الكثير من التحديات لتقليل التكلفة والحد من المخاطر التي يواجهها المطورون، لذلك اقترح بعض أعضاء مجتمعات العتاد نماذج لحل هذه المشاكل وتوفير احتياجات المشاريع، ونظرا لهذا تم اطلاق مبادرات لتطوير آليات التمويل بعيد المدى لمجتمع العتاد المفتوح، مثل البنك المركزي للعتاد مفتوح المصدر، فضلا عن توفير أدوات برمجية مثل KiCad لتصميم المخططات الإلكترونية للأجهزة schematic وجعلها في متناول عدد أكبر من المستخدمين.
يقوم مصنعي المكونات والرقاقات الإلكترونية بأستضافة مسابقات لتصميم الأجهزة الإلكترونية واعطاء جوائز للمشاركين بشرط ان تكون مساهماتهم في المسابقة حرة ويشاركوها مع العالم بواسطة الترخيص الحر مفتوح المصدر، وتقوم مجلة Circuit Cellar باستضافة بعض من هذه المسابقات.

## نماذج الأعمال
تقوم شركات العتاد المفتوح حاليا بتجربة عدة نماذج مختلفة للعمل وتحقيق الربح، على سبيل المثال تم تسجيل أسم «آردوينو» كعلامة تجارية مسجلة، وبالتالي فإنه يمكن لمصنعين آخرين تصنيع تصاميم اردوينو، لكنهم لا يستطيعون وضع اسم اردوينو عليها.
هناك العديد من نماذج الأعمال المطبقة لتنفيذ بعض الأجهزة مفتوحة المصدر، حتى في الشركات التقليدية. ففي مجال صناعة الألواح الضوئية على سبيل المثال، تمت تجربة النماذج مفتوحة المصدر لدفع عجلة التنمية والابتكار التقني إلى جانب نماذج أخرى، مثل الشراكات، والامتيازات، والتوريد الثانوي.

## جهات البيع
شركة أتمل Atmel: قامت بتصميم عائلة منتجات آردوينو.

## روابط خارجية
- عتاد مفتوح المصدر على موقع Framasoft (الفرنسية)